# Краснораменье (Владимирская область)
Краснораменье — деревня в Камешковском районе Владимирской области России, входит в состав Пенкинского муниципального образования.

## География
Деревня расположена на берегу реки Клязьма в 2 км на юг от центра поселения деревни Пенкино и в 30 км на юг от райцентра Камешково.

## История
В конце XIX — начале XX века деревня входила в состав Даниловской волости Судогодского уезда, с 1926 года — в составе Второвской волости Владимирского уезда. В 1859 году в деревне числилось 10 дворов, в 1905 году — 14 дворов, в 1926 году — 16 хозяйств.
С 1929 года деревня входила в состав Пенкинского сельсовета Владимирского района, с 1940 года — в составе Камешковского района, с 2005 года — в составе Пенкинского муниципального образования.

## Население
| 1859 | 1905 | 1926 |
| ---- | ---- | ---- |
| 95   | 99   | 75   |

| 1859 | 1905 | 1926 | 2002 | 2010 | 2021 |
| ---- | ---- | ---- | ---- | ---- | ---- |
| 95   | ↗99  | ↘75  | ↘26  | ↘16  | ↗32  |